# Abraham Cooper
Abraham Cooper (né en 1950 à New York-) est un rabbin américain actif dans la défense des droits de l'homme, qui depuis 1977 fait partie de la direction du Centre Simon-Wiesenthal de Los Angeles.

## Biographie
Abraham Cooper,,,,est né en 1950 à New York.
Abraham étudie à l'Université Yeshiva de New York, où il obtient sa licence (B.A.) et sa maîtrise (M.S.). Il obtient un doctorat (Ph.D.) de la Jewish University of America.
Abraham Cooper est actif dans la cause des Juifs soviétiques. Il rend visite à des refusniks dans les années 1970. Il participe à l'ouverture du premier Centre Culturel Juif à Moscou dans les années 1980. Il donne des conférences à l'Académie des Sciences soviétiques et à la Fondation Sakharov dans les années 1990.
En 1977, Abraham Cooper rejoint le Centre Simon-Wiesenthal dans sa défense des droits de l'homme.
Il est vice-président pour 2022-2023, puis président pour 2023-2024, de la Commission des États-Unis sur la liberté religieuse internationale. Le jour de son élection, il déclare : « [La Commission] amplifie depuis longtemps les voix de personnes du monde entier que les gouvernements cherchent à réduire au silence et à persécuter parce qu'elles expriment la religion de leur choix ou parce qu'elles choisissent de ne pas pratiquer de religion du tout ».